# Mesosuchus
Mesosuchus ('middelste krokodil') is een geslacht van uitgestorven basale rhynchosauriërs uit de afzettingen uit het vroege Midden-Trias (vroeg Anisien) van Oost-Kaap, Zuid-Afrika. Het is bekend van het holotype SAM 5882, een gedeeltelijk skelet, en van de paratypen SAM 6046, SAM 6536, SAM 7416 en SAM 7701 van de Aliwal North Euparkeria-vindplaats. Mesosuchus is vrij klein, ongeveer dertig centimeter lang. Mesosuchus werd in 1912 ontdekt en benoemd door David Meredith Seares Watson.

## Ontdekking en etymologie
Botten van Mesosuchus werden voor het eerst gevonden in 1912 door David Meredith Seares Watson na onderzoek van een blok zandsteen dat werd bewaard in een privécollectie van de heer Alfred Brown. Dit blok werd gevonden in de middelste afzettingen van de Burgersdorp-formatie, in de Cynognathus Assemblage Zone nabij de stad Aliwal North in de Kaapprovincie van Zuid-Afrika. Het blok zandsteen bevatte veel vermengde gedeeltelijke skeletten van verschillende kleine reptielen en na zorgvuldige sortering beschouwde Watson de niet-geïdentificeerde skeletten als behorend tot een enkele nieuwe soort die hij Mesosuchus browni noemde. Zoals de etymologie van de naam suggereert, geloofde Watson dat Mesosuchus een voorouderlijke krokodil was die het midden hield tussen andere veronderstelde primitieve krokodillen, zoals Proterosuchus en Erythrosuchus, en de meer geavanceerde Ornithosuchus. In 1913 keek Robert Broom echter nauwkeuriger naar de gedeeltelijke skeletten en stelde onmiddellijk vast dat het in feite skeletten waren van twee verschillende, hoewel verwante soorten. Broom wees een gearticuleerd skelet aan met een enkele externe neusholte en een paar veronderstelde acrodonte premaxillaire tanden als het type van Mesosuchus, en de rest van de exemplaren werd toegewezen aan de nieuwe soort Euparkeria capensis. Achteraf bezien is Watsons vergissing bij het benoemen van Mesosuchus verklaarbaar: het materiaal van Euparkeria was immers meer afgeleid, in het bijzonder de slanke onderkaak met thecodonte implantatie, het krokodilachtige darmbeen en de constructie van de tarsus en pes.

## Fossiele ontdekkingen
SAM 5882, het holotype voor Mesosuchus, bestaat uit een gedeeltelijk rostrum, verhemelte, hersenpan, onderkaken, reeksen van de presacrale wervelkolom, een reeks van negen staartwervels, delen van schouderblad en bekkengordel, en gedeeltelijke voor- en achterpoten.
SAM 6046, een van de paratypen van Mesosuchus, bestaat uit een onvolledig rechterbovenkaaksbeen, een reeks van de laatste tien presacralen, beide sacralen en de eerste zes staartwervels, gedeeltelijke voorpoten, linker- en rechterbekkengordel, rechterachterpoot, evenals elementen van de linkerenkel.
SAM 6536, een ander paratype, bestaat uit een vrijwel complete schedel met onderkaken, gearticuleerde halswervels en ribben, dorsale wervels en ribben, volledige linkerscapulocoracoïde en gedeeltelijk rechterschouderblad, interclavicula, sleutelbeenderen, distaal uiteinde van het linkeropperarmbeen en gastralia.
SAM 7416, een ander paratype, bestaat uit een gearticuleerde wervelkolom bestaande uit het laatste dozijn presacrale wervels, beide sacrale wervels en ten minste de eerste vijftien staartwervels, fragmenten van de rechtervoorpoot, de bekkengordel, het volledige rechterdijbeen, het rechterscheenbeen en gedeeltelijke linkerscheenbeen, en rechts en links voetwortelbeentjes en voetbeentjes.

## Beschrijving

### Diagnose
Alle diagnostische kenmerken van Mesosuchus komen van de diagnose van Mesosuchus browni, omdat het de enige bekende soort is. De meeste autapomorfieën die worden gebruikt om Mesosuchus browni te identificeren, hebben betrekking op de schedel vanwege de relatief grote hoeveelheid schedelmateriaal die bekend is. Het was een kleine rhynchosaurische diapside met meerdere rijen maxillaire en dentaire tanden, waarbij elke rij uit slechts een klein aantal tanden bestond. De twee premaxillaire tanden zijn ongeveer twee keer zo groot als de maxillaire tanden. De maxillaire tanden zijn mediaal geplaatst en steken uit onder het interne neusgat. Er is ook een occlusie tussen de vomerine- en dentaire tanden met zadelvormige ploegschaarbeenderen die over de dorsale zijde van de premaxillaire symfyse hangen. Kijkend naar de wervelkolom, is bij de draaier de lengte van het doornuitsteeksel groter dan de lengte van het centrum. De derde halswervel heeft een in zijaanzicht smal doornuitsteeksel. De eerste twee staartwervels hebben een opvallende lengtegroeve op de onderzijde van het wervellichaam.

### Schedel
De schedel van Mesosuchus heeft een breed driehoekige vorm met een breed temporaal gebied dat scherp taps toeloopt langs de oogkassen, abrupt uitzet bij de prefrontalia en vervolgens taps toeloopt naar het stompe rostrum. Er is een groot naar binnen geplaatst neusgat aan de voorkant van de snuit dat schuin naar boven en voren is gericht. De oogkassen zijn naar buiten en licht naar voren gericht. Een kenmerk op de schedel dat Mesosuchus kan onderscheiden van alle andere rhynchosauriërs, met mogelijke uitzondering van Howesia, is de aanwezigheid van een snavelachtig rostrum, voornamelijk gevormd door enorme premaxillaire tanden in plaats van door taps toelopende, tandeloze premaxillae.
Het verhemelte heeft een uitgesproken, sagittaal langwerpig gewelf dat voornamelijk wordt gevormd door de ploegschaarbeenderen. De ploegschaarbeenderen maken contact met de premaxillae op een niveau met de maxillaire tandenrij naar de punt van het rostrum. Het buigt echter sterk naar boven richting verhemeltebeenderen, en dus zijn de choanae heel ver boven de tandenrij geplaatst. Wat de choana verder uit de mondholte terugtrekt, zijn de naar boven verzonken randen die gevormd worden door de ploegschaarbeenderen en de verhemeltebeenderen.
Op het bovenkaaksbeen is er een duidelijke inkeping die het grootste deel bijdraagt aan de rand van een hoog venster. Het bleek het voorste te zijn van een reeks maxillaire foramina die zich uitstrekte over het zijvlak van de bovenkaaksbeen. Deze huisde hoogstwaarschijnlijk de huidbloedvaten en zenuwen in dat gebied. Deze inkeping wordt verborgen door een overlap van de premaxilla door de maxilla.
Het postorbitale is samengesteld uit anteroventrale, posterodorsale en dorsomediale takken van gelijke lengte. De anteroventrale tak naar voren en onder komt niet in contact met het ectopterygoïde, maar reikt in feite verder langs de binnenzijde van het jukbeen. Het posterodorsale uitsteeksel naar achteren en boven vormt een groot deel van de gladde rand van het bovenste slaapvenster en maakt contact met het wandbeen onder het postfrontale.
Informatie van de onderkaak moest worden samengesteld uit de stukken van de verschillende SAM-fossielen, aangezien er geen is die een volledige onderkaak had. Als we echter naar de verschillende delen kijken, zijn er aanwijzingen voor ten minste zes elementen die aanwezig zijn in de onderkaak van Mesosuchus: het dentarium, spleniale, surangulare, angulare, prearticulare en articulare.

### Gebit
Bij SAM 5882, 6046 en 6536 is er een duidelijke scheidingslijn tussen de tand en het omliggende bot, wat aangeeft dat de tanden in tandkassen staan, wat indruiste tegen het eerdere idee dat de marginale tanden van Mesosuchus met de kaken waren vergroeid. Hoewel er aanwijzingen zijn voor diepe implantatie, is het nog steeds onzeker of de wijze van hechting kan worden omschreven als thecodont. Kijkend naar de maxillaire tanden, zet een cirkelvormige doorsnede zich door over de hele reeks en de meeste zijn zwaar versleten tot korte, stompe pennen. Dit suggereert dat Mesosuchus in feite een herbivoor was.
In 1963 observeerde M.E. Malan een interessant patroon in de positionering van de maxillaire en dentaire tanden. Het middelste gedeelte, waar de bovenkaak het sterkst naar binnen verbreed is, had een zigzag-opstelling van tanden, terwijl de eerste en laatste vier tanden in de rij op één lijn liggen die evenwijdig is aan de bovenkaak. De onderkaak toont een eenvoudiger configuratie met slechts een lichte zigzag-opstelling. Door dit kenmerk te vergelijken met Captorhinus aguti, die ook een zigzagpatroon van tanden bezat, veronderstelde hij dat Mesosuchus overdwars meerdere tanden op ten minste de bovenkaak had kunnen hebben. Deze hypothese werd ondersteund bij het onderzoeken van de erosiekenmerken bij SAM 6536.